# موغليا
موغليا (مانتوفانو السفلى :La Mòja) هي كومونا (بلدية) تقع في مقاطعة مانتوفا التابعة لمنطقة لومبارديا الإيطالية، تقع على بعد حوالي 150 كيلومتر (93 ميل) جنوب شرق ميلانو وحوالي 30 كيلومتر (19 ميل) جنوب شرق مانتوفا.